# Lamborghini SC18

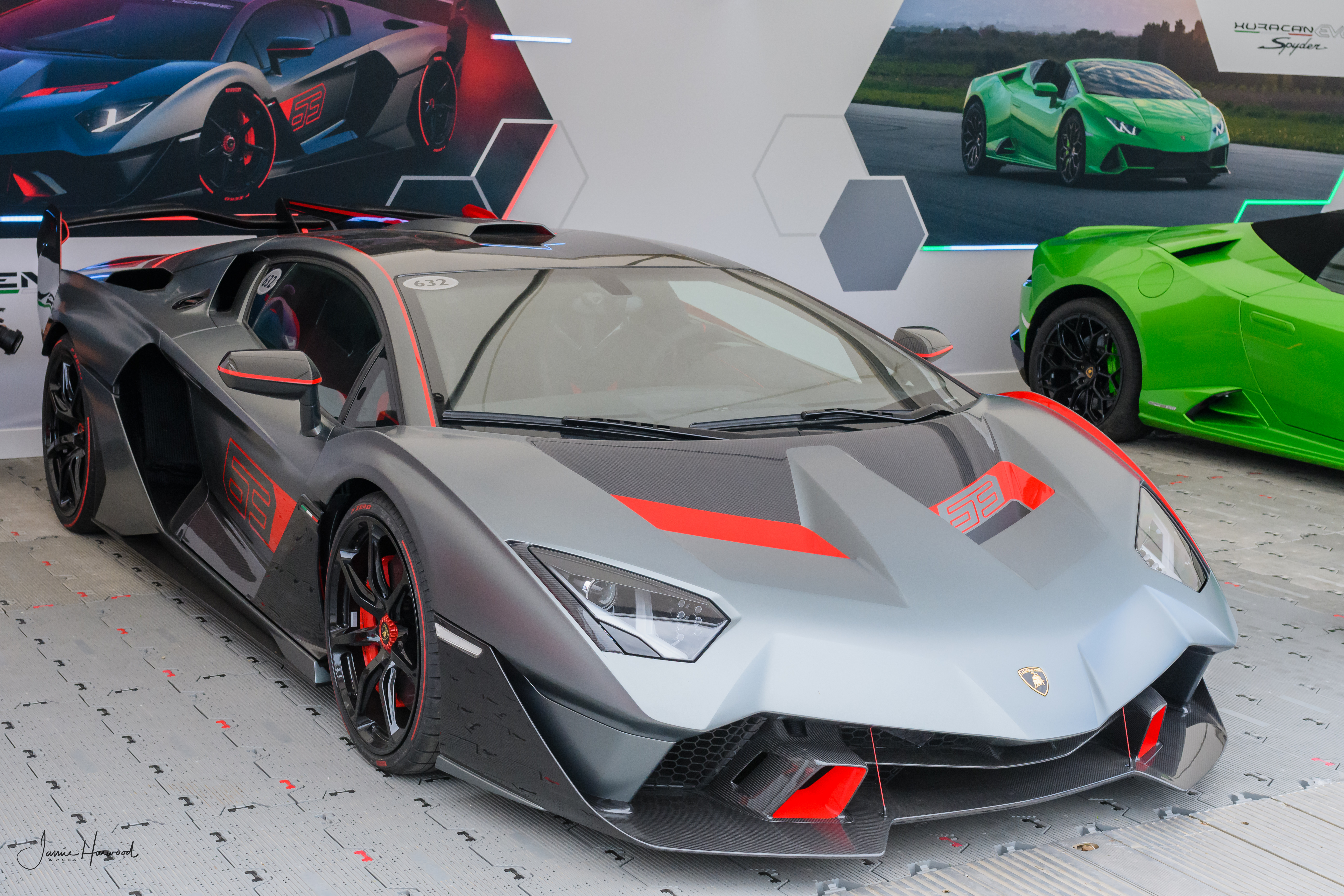
Lamborghini SC18

De Lamborghini SC18 is een sportwagen van het Italiaanse automerk Lamborghini. De Lamborghini SC18 is - zoals het merk zegt - het eerste one-off van Squadra Corse.

## Kenmerken
De koets van de SC18 is volgens Lamborghini uit koolstofvezel opgetrokken, de achterlichten lijken afkomstig te zijn van de Lamborghini Centenario en de openingen in de achterklep doen denken aan die van de Lamborghini Sesto Elemento.
De koets van dit model is doorspekt met invloeden uit de racerij. De luchtopeningen op de voorklep zijn identiek ten opzichte van de Huracán GT3 EVO en zijn ook de zijschermen. De luchthapper op het dak is geïnspireerd op die van de Huracán Super Troveo EVO.
Op de achterkant is een grote vleugel geplaatst die op de koolstofvezel vervaardigd model te plaatsen is.

## Banden
Om de banden van dit model zitten Pirelli P Zero Corsa-banden met rubber die ontwikkeld is voor Lamborghini. De achterste banden hebben een grootte van 21 inch en de voorste banden hebben een grootte van 20 inch.

## Motor
De motor van deze auto is een 6,5-liter V12 uit de Aventador. Het heeft een vermogen van 770 pk en een koppel van 720 Nm. Het schakelen gebeurt via een aangepaste 7-traps automaat.